# Coalinga
Coalinga – miasto w Stanach Zjednoczonych, w stanie Kalifornia, w hrabstwie Fresno. Według spisu ludności przeprowadzonego przez United States Census Bureau w roku 2010, w Coalinga mieszka 13 380 mieszkańców.